# Pan di Zucchero (Alpi dello Stubai)
Il Pan di Zucchero (3.507 m s.l.m. - in tedesco Zuckerhütl) è la montagna più alta delle Alpi dello Stubai nelle Alpi Retiche orientali. Si trova nel Tirolo austriaco. La prima salita alla vetta fu eseguita nel 1863 da Joseph Anton Specht e Alois Tanzer.